# Allonzier-la-Caille
Allonzier-la-Caille est une commune française située dans le département de la Haute-Savoie, en région Auvergne-Rhône-Alpes.

## Géographie

### Localisation
La commune d'Allonzier-la-Caille est située à 12 kilomètres au nord d'Annecy et 30 kilomètres au sud de Genève. Le terroir est limité au nord par les gorges profondes des Usses à l'est par le Viéran et à l'ouest par le ruisseau de Mounant. Il est constitué essentiellement d'une colline culminant à 887 mètres, appelée le Crêt de la Dame, terminaison septentrionale de la Mandallaz, et d'une petite plaine dominant l'entaille des Usses, où l'on peut voir de belles falaises urgoniennes.
La commune dispose de plusieurs hameaux :
- Avregny ;
- Bublens ;
- l'Abbaye ;
- la Greubaz ;
- la Raviere ;
- les Croisegniers ;
- les Malatrays ;
- les Marais Pontaux ;
- Maloux ;
- Mandallaz ;
- Néplier ;
- Pouilly ;
- Sous la roche ;
- Sous le mont.

### Communes limitrophes
Ses habitants sont appelés les Allonziérains ou les Allonziérois. Ils sont également surnommés en patois les « lô Farfolyon », ce qui signifie « les fureteurs ».
| Cercier | Cruseilles          |                       |
| Choisy  | Allonzier-La-Caille | Villy-le-Pelloux      |
| Choisy  | Cuvat               | Saint-Martin-Bellevue |

## Urbanisme

### Typologie
Au 1er janvier 2024, Allonzier-la-Caille est catégorisée bourg rural, selon la nouvelle grille communale de densité à sept niveaux définie par l'Insee en 2022.
Elle appartient à l'unité urbaine de Fillière, une agglomération intra-départementale regroupant sept  communes, dont elle est une commune de la banlieue,,. Par ailleurs la commune fait partie de l'aire d'attraction de Genève - Annemasse (partie française), dont elle est une commune de la couronne,. Cette aire, qui regroupe 158 communes, est catégorisée dans les aires de 700 000 habitants ou plus (hors Paris),.

### Occupation des sols
L'occupation des sols de la commune, telle qu'elle ressort de la base de données européenne d’occupation biophysique des sols Corine Land Cover (CLC), est marquée par l'importance des territoires agricoles (57 % en 2018), en diminution par rapport à 1990 (59,2 %). La répartition détaillée en 2018 est la suivante : 
forêts (33 %), terres arables (27,3 %), zones agricoles hétérogènes (16,7 %), prairies (12,9 %), zones urbanisées (6,1 %), zones industrielles ou commerciales et réseaux de communication (3,9 %).
L'IGN met par ailleurs à disposition un outil en ligne permettant de comparer l’évolution dans le temps de l’occupation des sols de la commune (ou de territoires à des échelles différentes). Plusieurs époques sont accessibles sous forme de cartes ou photos aériennes : la carte de Cassini (XVIIIe siècle), la carte d'état-major (1820-1866) et la période actuelle (1950 à aujourd'hui).

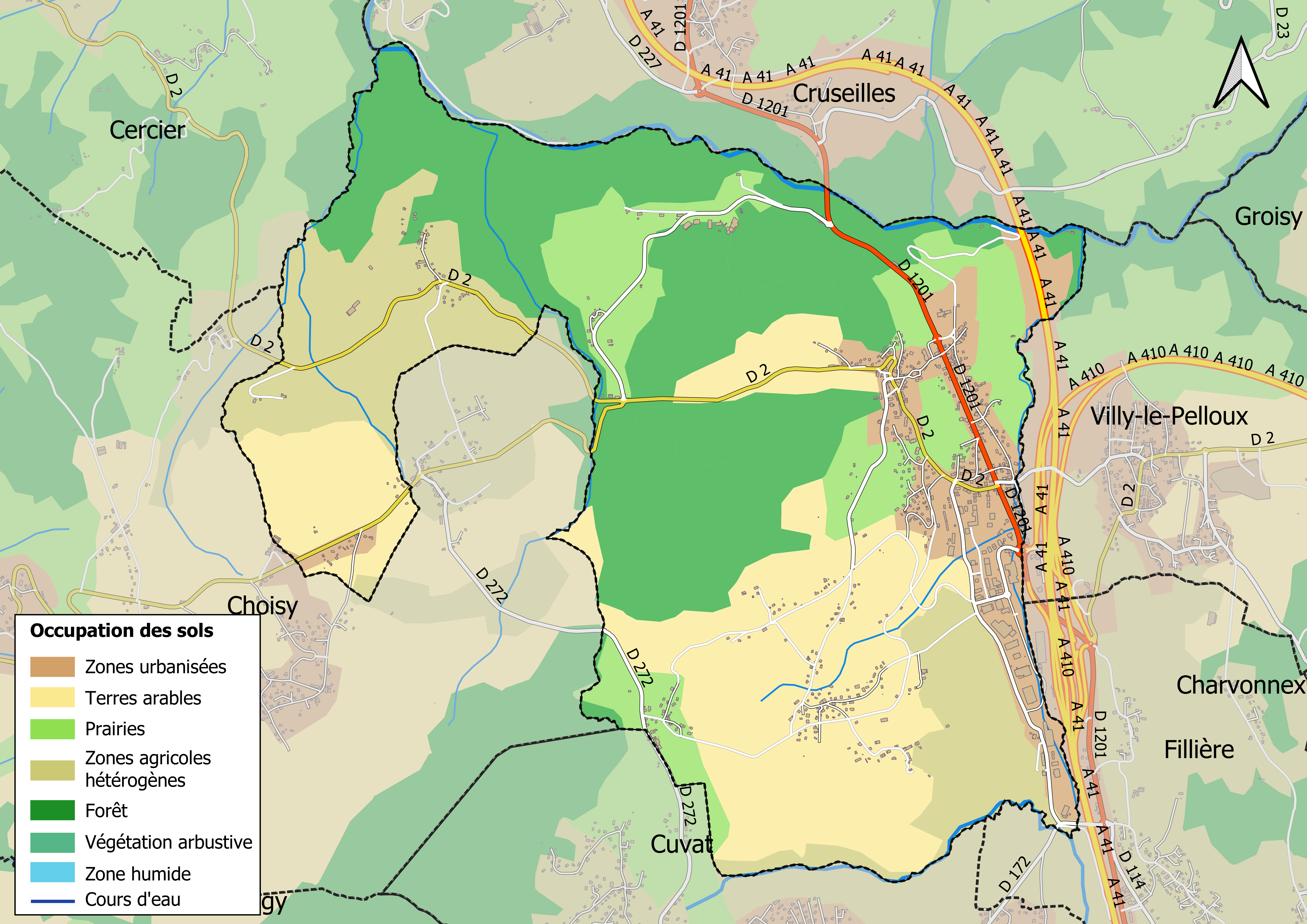
Carte des infrastructures et de l'occupation des sols en 2018 (CLC) de la commune.
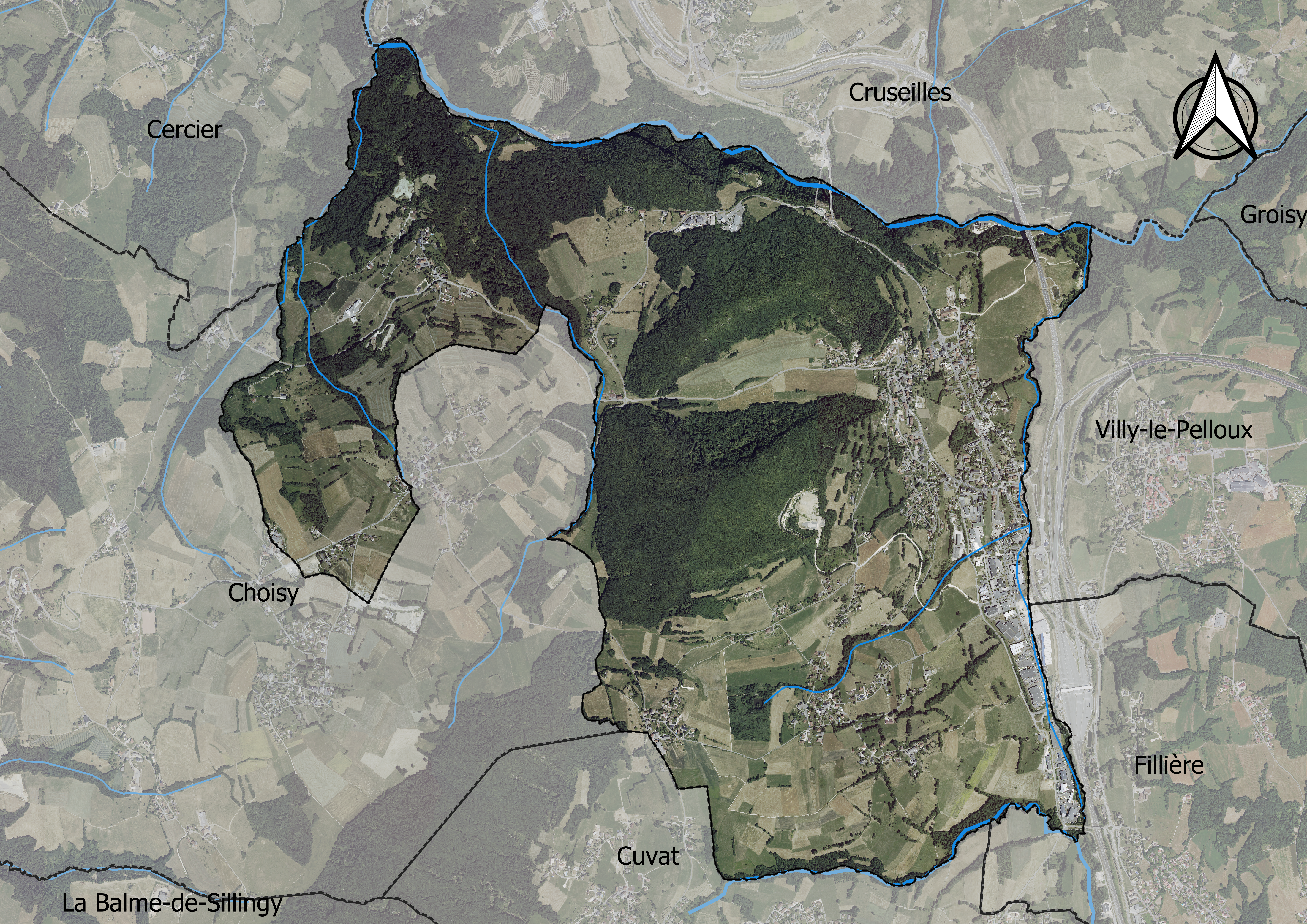
Carte orthophotogrammétrique de la commune.

## Toponymie
Son nom a pour origine le nom d'une ancienne auberge à l'enseigne de cet oiseau. Allonzier la Caille s'écrit sans tiret.
En francoprovençal, le nom de la commune s'écrit Alonzi, selon la graphie de Conflans.

## Histoire

### Période gallo-romaine
Une voie romaine est utilisée comme chemin de forêt du centre du village au pont de la Caille. 
Non loin du pont, des traces de la civilisation romaine se retrouvent au lieu-dit le Néplier où Pierre Broise a découvert un vaste oppidum allobroge à proximité du passage des Usses.
En contrebas les romains avaient connaissances de deux sources sulfureuses, dites des bains de la Caille et un pont romain traverse les Usses.

### Moyen Âge
Les Templiers installent un château à donjon carré datant de 1100.
En 1328, le fief est propriété de la famille noble des Fabri d'Allonzier, plus tard Fabry d'Alauzier puis de la famille des de Reydet jusqu’en 1768.
À cette époque, une maladrerie maladeria Pontis Ussie et une chapelle dédiée à sainte Marie-Madeleine, aujourd'hui disparue, se juxtaposaient au pont romain, seule voie de passage entre Annecy et Genève.

### Renaissance
Victor-Amédée III entreprend en 1780 d'édifier, en amont du pont existant un gigantesque ouvrage d'art pour faciliter les communications. Le pont s'écroule en 1813. Le Buon Governo sarde décide de bâtir un nouvel édifice pour enjamber les Usses et demande à l'ingénieur français E. Belin de le réaliser, selon la technique des câbles d'acier. Il est inauguré par le roi Charles-Albert le 7 octobre 1839.
L'entre-deux-guerres voit la construction d'un nouveau pont (IMH, abords SI) enjambant la gorge d'une seule arche de 139 mètres. Il est inauguré le 22 août 1932 par le ministre Gourdeau.
Avregny est jusqu'en 1975 une commune indépendante située, à l'ouest d'Allonzier-la-Caille, sur la route de Cercier. La paroisse, dont l'existence pourrait remonter au VIe siècle, possédait une église (au hameau de Rossy), placée sous le vocable de saint Oyend. Elle est détruite à la Révolution, et en 1828 on en vend les pierres.

## Politique et administration

### Situation administrative
Allonzier fut transférée du canton d'Annecy au nouveau canton de Cruseilles le 20 décembre 1860. Allonzier prend le nom d'Allonzier-la-Caille le 29 janvier 1900 (J.O. du 15 mai 1900). Allonzier-la-Caille absorbe Avregny par l'arrêté préfectoral du 29 décembre 1972 (J.O. du 20 février 1973). Elle appartient, depuis 2015, au canton de La Roche-sur-Foron, qui compte selon le redécoupage cantonal de 2014 27 communes.
La commune est membre, avec douze autres, de la communauté de communes du Pays de Cruseilles.

### Liste des maires
| Période                                  | Période                  | Identité                  | Étiquette | Qualité                                  |
| ---------------------------------------- | ------------------------ | ------------------------- | --------- | ---------------------------------------- |
| Les données manquantes sont à compléter. |                          |                           |           |                                          |
| juin 1995                                | mars 2001                | Thomas Miguet (1927-2019) |           | Maire honoraire                          |
| mars 2001                                | juillet 2020             | Gilles Pecci              | DVD       | Cadre                                    |
| juillet 2020                             | octobre 2020 (démission) | Jean-Pierre Cauquoz       | SE        | Chef d'entreprise                        |
| 6 octobre 2020                           | En cours                 | Brigitte Nanche           | SE        | Responsable service production retraitée |

### Jumelages
| - La Meauffe (France) depuis 1999. |

## Population et société
Ses habitants sont appelés les Allonziérois.

### Démographie
L'évolution du nombre d'habitants est connue à travers les recensements de la population effectués dans la commune depuis 1793. Pour les communes de moins de 10 000 habitants, une enquête de recensement portant sur toute la population est réalisée tous les cinq ans, les populations de référence des années intermédiaires étant quant à elles estimées par interpolation ou extrapolation. Pour la commune, le premier recensement exhaustif entrant dans le cadre du nouveau dispositif a été réalisé en 2006.

En 2022, la commune comptait 2 170 habitants, en évolution de +6,27 % par rapport à 2016 (Haute-Savoie : +6,01 %, France hors Mayotte : +2,11 %).
| 1793 | 1800 | 1806 | 1822 | 1838 | 1848 | 1858 | 1861 | 1866 |
| ---- | ---- | ---- | ---- | ---- | ---- | ---- | ---- | ---- |
| 349  | 333  | 366  | 486  | 573  | 637  | 642  | 722  | 734  |

| 1872 | 1876 | 1881 | 1886 | 1891 | 1896 | 1901 | 1906 | 1911 |
| ---- | ---- | ---- | ---- | ---- | ---- | ---- | ---- | ---- |
| 776  | 707  | 705  | 661  | 660  | 645  | 622  | 630  | 580  |

| 1921 | 1926 | 1931 | 1936 | 1946 | 1954 | 1962 | 1968 | 1975 |
| ---- | ---- | ---- | ---- | ---- | ---- | ---- | ---- | ---- |
| 511  | 535  | 441  | 520  | 448  | 460  | 424  | 462  | 510  |

| 1982 | 1990 | 1999  | 2006  | 2011  | 2016  | 2021  | 2022  | - |
| ---- | ---- | ----- | ----- | ----- | ----- | ----- | ----- | - |
| 661  | 851  | 1 080 | 1 371 | 1 723 | 2 042 | 2 176 | 2 170 | - |

### Enseignement
La commune d'Allonzier-la-Caille est située dans l'académie de Grenoble. En 2015, elle administre une école maternelle (95 élèves) et une école élémentaire, qui compte 137 élèves.

## Économie
Auparavant tournés vers l'exploitation forestière et agricole, les habitants sont aujourd'hui une majorité à travailler à Annecy ou Genève et dans les zones artisanales, industrielles et commerciales proches.
Depuis les années 2000, l'économie locale a pris une expansion considérable du fait de l'installation sur une vingtaine d'hectares de la PAE de la Caille où fleurissent une trentaine d'entreprises venues s'installer, bénéficiant du nœud autoroutier de l'A41 créant une position géographique privilégiée à vingt minutes de Genève et son aéroport, à la vallée de l'Arve et au mont Blanc et à dix minutes des portes d'Annecy. Parmi elles :
- la société « Pilot Europe », centre de production et de distribution de stylos (132 millions en 2020) et de fournitures scolaires sur 15 000 m2, fournissant une trentaine de pays[20] ;
- Les Glaces des Alpes, créée en 1988 (CA 15 M.€ en 2012), produit 180 parfums de glaces artisanales pour le marché de la restauration. Boutique sur le site[21],[22] ;
- le Centre hospitalier vétérinaire sur 2 600 m2[23].

## Culture locale et patrimoine

### Lieux et monuments

#### Le pont de la Caille

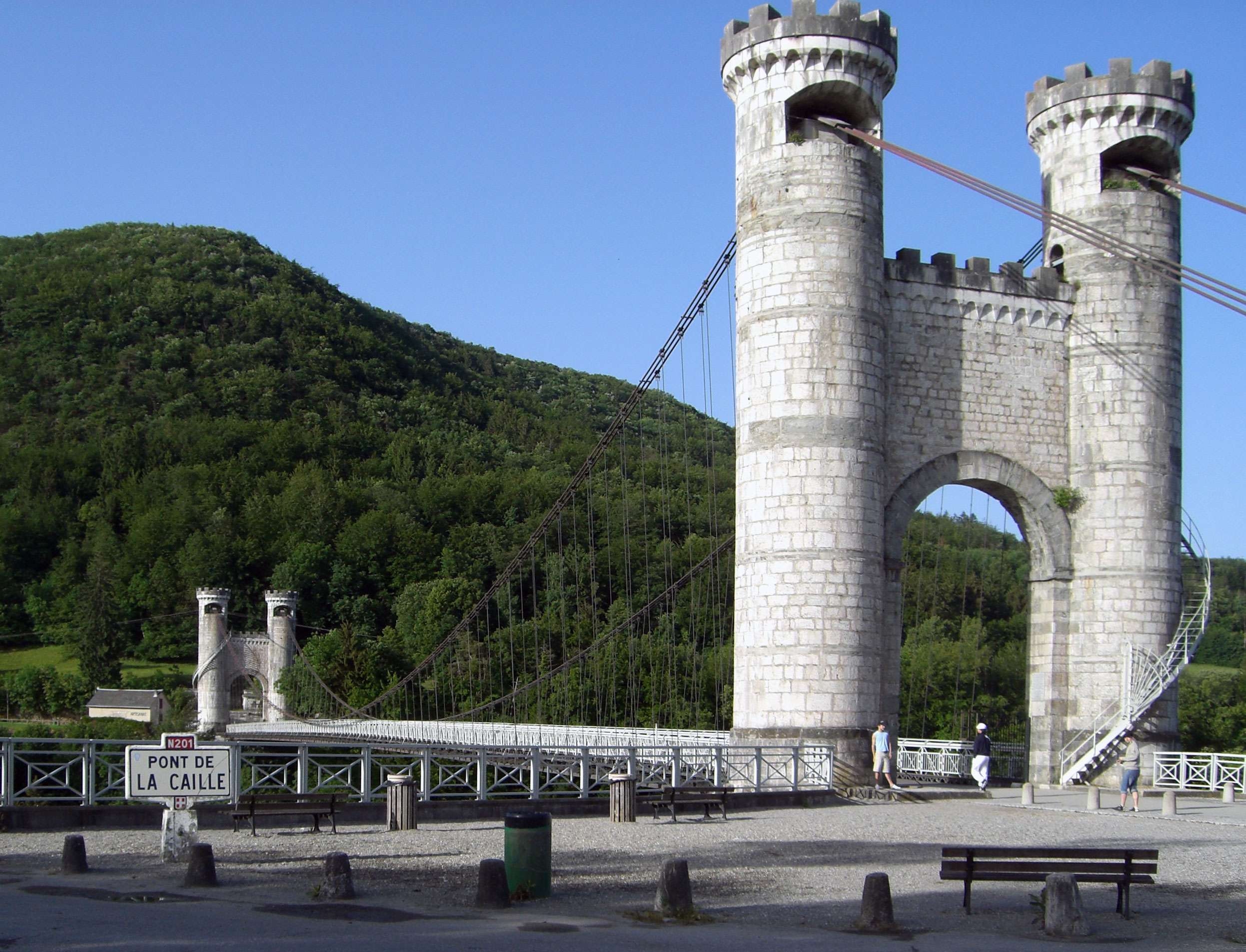
Les ponts de La Caille.

Le pont Charles-Albert fut édifié avec une rapidité étonnante : les travaux commencés le 10 mars 1838 par les entreprises Blanc d’Annecy, Bonnardet de Lyon et Bertin de Paris furent terminés en 1839 (soit en 1 an et 4 mois). Selon la coutume, diverses pièces d’or et d’argent furent noyées dans la maçonnerie lors de la pose de la première pierre.
Avant l’arrivée de l’hiver, les quatre tours étaient terminées et les câbles porteurs mis en place. Au total, 24 câbles, réunis en 3 groupes de 4 sur chaque côté du pont. Chacun de ces câbles était constitué de 154 fils de fer parallèles, ligaturés ensemble tous les 20 cm.
Au sommet des tours, ils reposaient sur des rouleaux. Sur les deux rives, ils s’accrochaient à d’autres câbles qui descendaient s’amarrer sous terre dans des chambres d’ancrage. 
Puis on fixa aux câbles porteurs 266 câbles de suspente, 133 de chaque côté, pour supporter des poutrelles en bois de mélèze, sur lesquelles reposait la chaussée, faite d’un platelage en bois de peuplier.
L’inauguration officielle eut lieu le 11 juillet 1839 devant 10 000 personnes. Le 7 octobre, le roi Charles-Albert venait en personne inaugurer l’ouvrage qui devait pérenniser son nom.
La seule note discordante fut le péage, qui était perçu dans deux petits pavillons d’architecture néo-classique, bâtis sur les ancrages des câbles côté Cruseilles, et dans une maisonnette perpendiculaire au pont côté Allonzier. Très vite la société concessionnaire se plaignit au gouvernement que la population locale déployait toutes sortes de ruses pour échapper au péage. Le manque à gagner était d’autant plus sensible pour la société du Pont de la Caille que tous les services de l’État étaient exemptés de péage.
En 1861, des réparations sont nécessaires à la suite d’un violent orage et 8 ans plus tard, on cesse de percevoir un péage pour l’utilisation du pont. 
Après le rattachement de la Savoie à la France, l’État racheta ce péage qui fut supprimé en 1869.
Ce même rattachement fit des Usses la frontière de la grande zone franche avec Genève.
Le pont de la Caille devint alors un poste de douane et les habitants de Cruseilles et d’Allonzier s’adonnèrent à une active contrebande. La douane resta au pont jusqu’en 1923 quand l’étendue de la zone fut réduite à ses dimensions actuelles.

#### Bains de la Caille

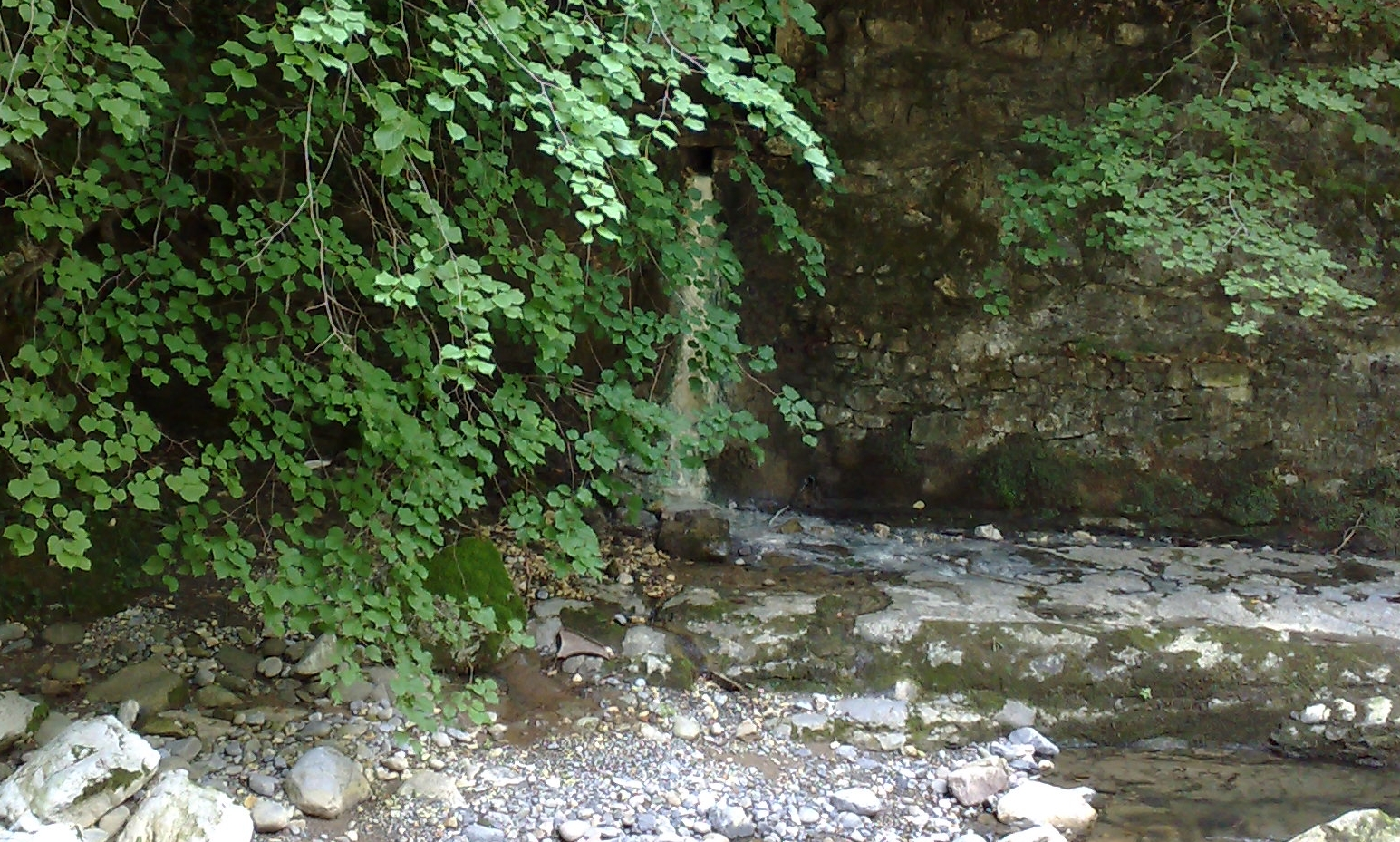
Exsurgence de l'une des sources sulfureuses.

Auparavant dit « Bains Cherpier », ces bains sont issus de deux sources sulfureuses qui jaillissent au fond de la vallée des Usses, en aval du pont Charles-Albert.

#### Le château d'Allonzier
Situé dans le vieux bourg d'Allonzier, cette ancienne maison forte encore habitée fut l’ancienne résidence des nobles Fabri d’Allonzier, puis des nobles d'Angeville jusqu’en 1765.
Le château d'Allonzier juxtapose l'ancien hôtel « Le manoir » désormais réaménagé en appartements. Le château a été habité par Mme Rivoire, qui faisait pension de famille après la Seconde Guerre mondiale. Son fils, Robert Rivoire, l'a secondé en rentrant du service militaire, puis a fait construire l'hôtel "Le Manoir", ayant obtenu 2 étoiles en 1970. Le château servait d'annexe pour loger les groupes.[réf. nécessaire]

#### Les ruines du Château Vieux de Vulpillières
Situé entre la rivière des Usses et le ruisseau de Mounant. C’était un château de Templiers à donjon carré datant de 1100.
Il fut habité par la Famille de Reydet de Vulpillières jusqu’en 1768.
Une fenêtre à meneaux du château a été réemployée dans une maison d’Avregny.

#### Le puits du curé
Situé sur l’emplacement de l'église d'Avregny les portes délabrées, le bénitier et les fonts baptismaux sont actuellement dans l’église de la Combe-de-Sillingy

#### L'église Saint-Martin
Située au chef-lieu d'Allonzier, l'église dédiée à saint Martin est d'origine très ancienne (monseigneur Jean de Bertrand en est le curé en 1411). Détruite par un incendie en 1660, elle fut reconstruite entre 1829 et 1841.

### Héraldique
| Armes d'Allonzier-la-Caille | Les armes d'Allonzier-la-Caille se blasonnent ainsi : Écartelé d'une croix estrée d'argent ; au premier de gueules à six billettes couchées d'azur ordonnées 2, 2, et 2 ; au second de gueules au pont Charles-Albert d’or en perspective ; au troisième de gueules à une coquille d'or surmontée de cinq étoiles du même ordonnées en arc de cercle ; au quatrième fascé ondé de sinople et d'argent bordé de gueules. - (Enquerre au 1) |